# PACV SK-5
PACV SK-5 (Patrol Air Cushion Vehicle) — американский патрульный катер на воздушной подушке, применявшийся во время войны во Вьетнаме.

## История
Патрульный катер на воздушной подушке Patrol Air-Cushion Vehicle (PACV) был создан на базе судна на воздушной подушке Bell Aerosystems SK-5.
Катер широко использовался американскими военными в речных и заболоченных районах Вьетнама в период с 1966 по 1970 год в составе так называемого «москитного флота». Развивая скорость 70 миль в час, катер мог преодолевать речные заторы из поваленных деревьев, валить небольшие деревья и кусты и опрокидывать местные деревянные плоскодонки – сампаны. PACV SK-5 мог использоваться и в открытом море. Но основная работа катера была в дельте реки Меконг.
Именно эти катера предпочитали использовать «зеленые береты», которые на ранних этапах во время боевых миссий в конце 1966 года добивались за счет их использования заметного успеха.
Кроме патрулирования PACV SK-5 использовались для поиска и уничтожения вьетнамских партизан, сопровождения других судов, проведения разведки, медицинской эвакуации, транспортировки тяжелого вооружения и непосредственной огневой поддержки пехоты. Важным преимуществом кораблей было то, что они могли действовать там, где не могли пройти обычные катера и не в состоянии были сесть вертолеты.
Катера активно использовались для засад и скоростных ночных операций. Правда, машины были очень шумными и на внезапность рассчитывать часто не приходилось. Несмотря на это PACV были эффективны во время внезапных атак на базы Вьетконга, успевая скрыться до того, как противник организовывал серьезное сопротивление.
Особенностью катеров PACV было наличие полноценной РЛС, что позволяло использовать их и в ночное время. На каждом судне находился радар Decca 202 с тарелочной антенной. Данный радар мог обнаружить цели на удалении до 39 км.
Бронирование - противопульное, противоосколочное.
По опыту  боевого применения этих катеров был сделан вывод о том, что эксплуатация катеров  PACV SK-5 оказалась слишком дорогой, были недостаточно надежны и требовали серьезного технического ухода. По этой причине с 1970 года они были переданы в распоряжение службы береговой охраны США.

## Тактико-технические характеристики
- Экипаж - 4 человека: механик-водитель, оператор РЛС, два пулеметчика
- Полное водоизмещение - 7,1 тонны
- Длина – 11,84 метра
- Ширина – 7,24 метра
- Высота (на подушке) – 5 метров
- Двигатель General Electric 7LM100-PJ102, мощность до 1100 л. с.
- Максимальная скорость - 60 узлов (110 км/ч)
- Запас хода - 165 морских миль (306 км)
- Вооружение - спаренные крупнокалиберные 12,7-мм пулемета M2 Browning в башне. Также два 7,62-мм пулемета M60 с правого и левого борта